# L'Albatros (roman)
Pour les articles homonymes, voir Albatros.
L'Albatros est le vingtième roman de la romancière canadienne Antonine Maillet. Il a été publié en 2011.

## L'auteure et le personnage principal
Antonine Maillet révèle avoir connu ce personnage de Raphaël, qu’elle décrit tout en finesse.« C’est quelqu’un qui a vécu dans mon village, que je connais personnellement et que je trouvais tellement extraordinaire. J’étais toute petite et lui était déjà un jeune homme. C’est la première fois que je rencontrais quelqu’un qui, pour moi, incarnait l’artiste » , dit-elle. « Je n’étais qu’une petite fille de 3 ans. Il m’envoyait en l’air, j’avais une peur bleue de frapper le plafond et pourtant j’avais confiance en lui pour qu’il me rattrape », ainsi résume Antonine Maillet, sa dédicace.
« Il était artiste presque universel : il pouvait faire de la peinture, de la musique, écrire des poèmes, monter des pièces de théâtre. Tout ça avec un talent énorme. »
« Je l’ai connu, il avait 14 ans de plus que moi. C’était mon voisin, le bedeau. Il est mort dans les années 80. À 14 ans, il avait été laissé à lui-même, jeté sur la route des affamés en Nouvelle-Angleterre après la crise de 1929. Cherchant cent un métiers pour se nourrir, il remontait vers l’Acadie de ses origines au Nouveau-Brunswick et notamment à Bouctouche. »
« Il m’a impressionné énormément. Complètement autodidacte. Il s’était fait tout seul. Un véritable artiste, peintre, musicien acteur, metteur en scène, il organisait le travail et faisait jouer les collègues et les gens du pays. à la fois acteur et metteur en scène, je l’ai vu jouer Scapin : il était… Molière ! »
Sans savoir qu’elle allait écrire cet Albatros plein de sagesse et de poésie, aux accents d’Acadie, Antonine Maillet s’était imprégnée de l’histoire de cet autodidacte, un « génie naturel et populaire » qui l’avait profondément émue.
Un jour, alors qu’elle avait déjà écrit La Sagouine et Pélagie-la-Charrette, il est revenu la saluer. « Je revoyais cet homme qui m’avait fascinée. Il m’a dit : ‘‘Tous les auteurs font une œuvre dans leur vie. Pis toi, tu en as fait une qui dépassera toutes les autres, et c’est La Sagouine. Et il m’a expliqué pourquoi. Ça m’a fait un coup terrible parce que je me suis dit : donc, je ne ferai jamais rien qui dépassera ça »
Antonine Maillet rectifie toutefois le tir en révélant « Plus que de vouloir me limiter, ce qu’il voulait dire, c’est que ce livre lui avait parlé. Et j’ai compris plus tard qu’en fait, il aurait voulu être mon personnage et raconter son histoire. C’est ce que je fais avec L’Albatros. »

## Prix et distinctions
- Finaliste du Prix des lecteurs Radio-Canada 2012[3]